# Flacher Rindenkäfer
Der Flache Rindenkäfer (Rhizophagus grandis) ist ein Käfer aus der Familie der Monotomidae (in älterer Literatur meist unter dem Synonym Rhizophagidae aufgeführt). Als wichtigster Prädator des Riesenbastkäfers (Dendroctonus micans) spielt er im biologischen Waldschutz eine herausragende Rolle.

## Merkmale
Die Käfer werden etwa 4,5 bis 5,5 Millimeter lang. Sie sind sehr flach gebaut – daher auch der Name –, kastanienbraun gefärbt und glänzend. Der Halsschild ist ein wenig länger als breit. Wichtiges Artmerkmal ist eine Punktreihe zwischen dem zweiten und dritten Sekundärstreifen der Deckflügel. Es gibt verschiedene sehr ähnlich aussehende Arten, mit denen sich die Flachen Rindenkäfer verwechseln lassen. 

## Ähnliche Arten
- Flacher Wurzelglanzkäfer (Rhizophagus depressus) – Halsschild länger als breit

## Lebensweise
Die Käfer und deren Larven leben unter der Borke von Nadelbäumen, wo sie dem Riesenbastkäfer und dessen Brut nachstellen. Besonders die Rindenkäferlarven sind sehr gefräßig und saugen ihre Beute regelrecht aus. Riesenbastkäferlarven spüren sie dabei anhand bestimmter Geruchsstoffe auf, die diese im Bohrmehl hinterlassen. Dazu reichen bereits geringe Mengen dieser chemischen Signalstoffe aus. Die erwachsenen Käfer erkennen befallene Bäume und die Einbohrlöcher der Riesenbastkäfer ebenfalls am Geruch sowie an optischen Merkmalen.
Zur Verpuppung verlassen die Rindenkäferlarven die Borke und suchen geeignete Stellen im Erdboden auf. Etwa 45 Tage später schlüpfen dann die Imagines.

## Bedeutung im Waldschutz
Dort, wo Riesenbastkäfer erhebliche Schäden an der Gemeinen Fichte (Picea abies) anrichten, wird der Flache Rindenkäfer mit gutem Erfolg zur biologischen Bekämpfung dieser Borkenkäfer eingesetzt. Dazu wird er in Georgien, Frankreich, Belgien und Großbritannien sogar in Massen gezüchtet. Während die Forstleute damit in Georgien bereits seit 1963 Erfahrung haben, begannen vergleichbare Programme in Frankreich und Großbritannien erst 1983 sowie 1984 auch in der Türkei.
In Großbritannien trat der Riesenbastkäfer erst ab etwa Anfang der 1970er-Jahre auf und hatte dort keine natürlichen Feinde. Für ein Bekämpfungsprogramm führten die Forstleute daher den Flachen Rindenkäfer aus Belgien ein, was ab 1984 in großem Stil geschah. Es war das erste derartige Projekt, bei dem ein nichtheimischer Gegenspieler eines Schädlings zum Einsatz kam. Mittlerweile lässt man die Flachen Rindenkäfer auch in Wäldern frei, in denen bislang noch kein Riesenbastkäfer-Befall festgestellt worden war. Da die Rindenkäfer aufgrund ihrer strengen Wirtsspezialisierung ohne eine ausreichende Riesenbastkäfer-Population nicht lange überleben können, lässt sich nach etwa einem Jahr durch Lockstofffallen feststellen, ob es sie in dem betreffenden Gebiet noch gibt. Wenn ja, ist damit auch der Befall durch Riesenbastkäfer bewiesen. Allerdings berauben sich die Flachen Rindenkäfer niemals ihrer Lebensgrundlage, indem sie die Riesenbastkäfer ausrotten. Aber sie können die Population ihrer Beute um bis zu 80 bis 90 Prozent reduzieren, was für die Forstwirtschaft bedeutet, dass nur noch etwa 0,25 bis 1 Prozent der Fichten nach Bastkäferbefall absterben. Wissenschaftliche Untersuchungen in den zuerst vom Riesenbastkäfer befallenen Forsten Großbritanniens unter anderem in Wales ergaben, dass dieser Zustand innerhalb von fünf bis sieben Jahren, nachdem man die Flachen Rindenkäfer ausgebracht hatte, erreicht war.